# 茶金
《茶金》（英語：Gold Leaf），2021年台灣電視劇，全劇共12集，為台灣首部海陸腔客語劇。本劇以1949年為背景，描述一家最大茶廠的女兒，如何帶著一間搖搖欲墜的公司，在爾虞我詐及詭譎多變的國際茶市中，找到自己的出路及定位的故事。 由連俞涵、郭子乾、温昇豪、薛仕凌、黃健瑋、李杏、許安植領銜主演。拍攝時程共費時114天，場景橫跨全台16個縣市，於2021年11月13日起在公視首播。
《茶金》為原創劇本，劇本開發團隊為製作人徐青雲、製作人湯昇榮、共同製作人羅亦娌、編劇徐彥萍、黃國華、協力編劇邱平、助理張可菱，電視劇本完成後，另發行三本相關書目：一為廖運潘《茶金歲月》紀錄北埔姜阿新洋樓的故事；二為黃國華《茶金》同名電視小說；三為《茶金創作全紀錄》收錄本劇製作歷程及劇本。2022年於第57屆金鐘獎一共入圍16項獎項，成為金鐘獎史上入圍第2多獎的戲劇。
台灣OTT由LiTV 線上影視全劇上架。

## 播出時間

### 首播
| 頻道                                 | 所在地 | 播出日期       | 播出時間             | 備註     |
| 公視主頻 （YouTube網路直播同步播出） | 臺灣   | 2021年11月13日 | 每週六 21:00 - 23:00 | 連播兩集 |

## 劇情概述
新竹縣北埔鎮的「日光公司」董事長張福吉（吉桑）（郭子乾飾）是1949年代台灣最大茶業出口商，締造了台灣的茶金時代，他一心冀望獨生女張薏心（連俞涵飾）招贅一位能接管家業的丈夫入門，延續家族風光。然而，統治當局為了解決惡性通貨膨脹的問題，在1949年6月推行「四萬換一塊」的貨幣改革政策，使吉桑週轉不靈，長期合作的英國怡和洋行因為印度茶區恢復生產也不再續約，同時茶廠最倚重的老師傅阿土師也意外身亡，原本談妥入贅的范姓茶商么子文貴（薛仕凌飾）也前來取消婚約，日光陷於困境，張薏心被迫介入家業。這時，美國懷特工程顧問公司派特助劉坤凱（KK）（温昇豪飾）到新竹籌備化肥廠，打算與日光公司合作，吉桑也依阿土師遺言請來山妹（許安植飾）擔任製茶師傅，空降的山妹引來資深男師傅們的不信任，但山妹展露技藝折服眾人，之後成為張薏心的好幫手。這群人在那個風雨飄搖的大時代下，攜手創造了自己不平凡的人生。

## 演員列表

### 主要演員[8]
| 演員   | 角色   | 介紹                             |
| 連俞涵 | 張薏心 | 日光公司千金                     |
| 温昇豪 | 劉坤凱 | KK 懷特公司工程部特別助理        |
| 郭子乾 | 張福吉 | 吉桑 張薏心之父親 日光公司董事長 |
| 許安植 | 羅山妹 | 山妹 茶師                        |
| 薛仕凌 | 文貴   | 文貴 出身寶山富記茶廠            |
| 李杏   | 夏慕雪 | 夏老闆 上海人，京劇名伶          |
| 黃健瑋 | 靳元凱 | 靳将军                           |

### 次要演員
| 演員     | 角色         | 介紹 |
| 唐川     | 伯公、清文公 | 張家大房 盛文公之大哥、張福吉之大伯父、張薏心之大伯公 看不起三房男丁皆是螟蛉子（養子），且名聲事業大過大房，故處處針對及打壓福吉。 （人物角色原型應參考姜清相） |
| 夏靖庭   | 盛文公       | 張家三房 張福吉之養父、張薏心之爺爺 其身分與養子福吉一樣皆為張家螟蛉子（養子），從小盲從遵循張家長輩的命令抽鴉片，以致年老之後身體狀況十分不佳，一直希望福吉安分守己顧好張家家業，不要天馬行空想太多，但事實上，希望福吉一直讓張家三房都那麼「風神」（威風有面子） （人物角色原型應參考姜清漢） |
| 張春泉   | 張秉新       | 阿新桑 張福吉之堂兄弟 好養鴿，有一隻得過全市冠軍的賽鴿名為「難八萬」 （張春泉亦為本劇之客語指導老師之一） |
| 張書偉   | 張大欽       | 張醫師 伯公、盛文公之姪孫、張福吉之姪、張薏心之堂哥 山妹父親阿旺叔之主治醫師 與山妹互相傾慕 |
| 謝章穎   | 張日清       | 阿清 伯公、盛文公之姪孫 平時負責照顧盛文公，頗得其疼愛 盛文公去世後改為服侍大伯公 |
| 黃舒湄   | 賴春桃       | 春姨 張家總管 薏心從小由其照顧長大，故二人感情有如母女，春桃也時常陪薏心談心 |
| 彭昇茂   | 李團魚       | 團魚 張家長工 |
| 馮容潔   | 鍾順枝       | 順妹 張家廚助 |
| 洪毓璟   | 林新榮       | 阿榮 張家司機 |
| 朱陸豪   | 羅土生       | 阿土師 日光公司的首席製茶師、石亮材之師父、張福吉之好友 欣賞山妹的製茶天賦 曾在日治時期做過進貢天皇的好茶 |
| 童毅軍   | 林勤男       | 林經理 日光北埔總公司經理 |
| 范姜泰基 | 湯進東       | 湯經理 日光臺北總公司經理 |
| 徐灝翔   | 石亮材       | 石頭 阿土師之徒 日光公司的製茶師（二師傅） |
| 劉國劭   | 范姜彬       | 嗶嗶哥 日光茶廠茶師、技術師，因愛吹響哨，人稱「嗶嗶哥」 石頭之好友 |
| 李辰翔   | 簡勁         | 莫打 日光茶廠茶師、技術師，擅長修理機器 石頭之好友 |
| 鍾凱文   | 劉鴻進       | 猴進 日光茶廠技術師 |
| 陳家逵   | 簡厚生       | 烏面 茶農 簡天建之父 因茶園土質問題導致無法種出好茶葉，一度想要放棄一切，幸得福吉及KK的鼓勵和幫助才決定撐下去 |
| 林志儒   | 羅旺年       | 阿旺叔 茶農 山妹之父親 長期身體狀況不佳 |
| 彭若萱   | 秋妹         | 石頭嫂 石頭之妻 |
| 羅思琦   | 徐火烈       | 烈伯 茶農 |
| 羅能良   | 太田阿正     | 太田叔 小茶販子 |
| 黃連勝   | 游阿良       | 良叔 茶農 |
| 都拉斯   | 萬水來       | 萬頭家 聚源貿易行（錢莊）老闆 為人利字當頭、囂張跋扈、尖酸刻薄 與福吉有多年的生意往來，後來由於「四萬換一元」的政策前來向其討債，並且逼迫福吉將大坪山土地當做抵押 |
| 溫吉興   | 范友義       | 范頭家 寶山富記茶廠老闆 范文貴之父 為人膽小怕事、阿諛奉承、忘恩負義 原只是一小茶商，後來得福吉提拔成為茶廠老闆，並且結為親家，誰知「四萬換一元」政策讓福吉暫時失勢，其隨即見風轉舵在薏心和文貴結婚當天提出退婚                                                                                    |
| 張復建   | 穆桂錦       | 穆老 昔日中國茶葉大王，一年可出口四千三百噸茶葉，可惜第二次世界大戰爆發，其工廠因戰火毀於一旦，因緣際會來到臺灣生活 在臺灣擔任協和洋行買辦，並且透過邱議員找到日光合作生產北非綠茶 欣賞張薏心，在茶葉生意上對其時常提點一二 （人物角色原型應參考唐季珊）                                        |
| 尹昭德   | 邱繼文       | 邱議員 新竹縣議員 福吉之好友 曾為福吉選茶葉公會理事長一事從中幫忙，也是一直支持其的其中一人 |
| 游安順   | 古鼎貴       | 古老闆 江山洋裁店老闆、紡織公會理事長 福吉之好友 看似忠厚老實，實則想透過姪子武雄和薏心的婚事得到張家的好處 |
| 吳培基   | 李瑞泰       | 李頭家 和榮鐵工廠老闆 全臺灣唯一一家生產製茶機器的工廠 福吉的合作對象之一，同時也曾為債主之一 與水來一同前往福吉家討債，後來接受薏心的還款建議，順便擔任福吉及水來抵押大坪山合約的見證人 |
| 曾少宗   | 古劍雄       | 武雄 古老闆之姪 曾在日本留學及從商 張薏心第二次入贅對象 表面對於長輩及薏心是文質彬彬、細心有禮，可以擔負張家茶葉的擔子，實則非常大男人主義，且對於茶葉生意十分沒有興趣，計畫著入贅張家後先控制日光的生意，再將日光賣掉                                                                          |
| 楊易儒   | 簡天建       | 烏子 烏面之子，對父親十分孝順，小小年紀卻懂得事事為父親的茶園著想，讓KK既欣賞又心疼 |
| 賴雨霏   | 劉月婷       | 夏慕雪之養女 為第二次世界大戰結束後，夏慕雪在黃浦灘頭撿到的女嬰，兩人相依為命 |
| 張玉涵   | 小時候的月婷 | 夏慕雪之養女 為第二次世界大戰結束後，夏慕雪在黃浦灘頭撿到的女嬰，兩人相依為命 |
| 温慶禹   | 捲毛         | 化肥廠員工 |
| 莊岳     | 大餅頭       | 化肥廠員工 |

### 次要演員（洋人）
| 演員                           | 角色        | 介紹                                                  |
| Brandon Nevins （賴建彬）      | 迪克·哈德遜 | 美國懷特工程顧問公司代表 （人物角色原型應參考狄寶賽） |
| Cooper Justin Caleb （賈斯汀） | 歐文        | KK的同事 工程師                                       |
| A T Beaune （唐博訥）          | 大衛        | 臺北怡和洋行經理 前戰俘，吉桑的朋友                   |
| Will Harris Mounger III        | 領事 John   |                                                       |

### 其他演員
| 演員   | 角色             | 介紹                                           |
| 葉子彥 | 陸伯洋           | 外交部司長                                     |
| 劉士民 | 袁盛平           | 行政院副院長（人物角色原型應參考賈景德、陳誠） |
| 林鴻翔 | 方國仲           | 經濟部長（人物角色原型應參考孫越琦、嚴家淦）   |
| 朱德剛 | 財政部專員       | 特別演出（人物角色原型應參考嚴家淦）           |
| 劉明勳 | 黃騰飛           | 國華公司董事長                                 |
| 胡釋安 | 詹上賢           | 黃董之秘書                                     |
| 劉承恩 | 徐興波           | 《民主思潮》雜誌主編                           |
| 安德森 | 王瑛川           | 雜誌社編輯 KK的學生                            |
| 林玉書 | 圓仔（林圓圓）   | 薏心的朋友 洋裁學校同學                        |
| 吳政迪 | 王永慶           | 向KK諮詢的商人。                               |
| 徐智淵 | 阿火師           | 總鋪師                                         |
| 邱德洋 | 陳專員（陳傑夫） | 北埔鄉農會專員                                 |
| 黃鐙輝 | 銀行邱經理       | 台灣銀行外匯部經理                             |
| 何宥滕 | 球仔             | 供應茶菁給茶棧的茶農                           |
| 楊哲維 | 小彭             | 種子農民                                       |
| 陳慶昇 | 李管事           | 永樂戲院管事                                   |
| 劉宇昕 | 少爺隨侍         |                                                |
|        | 汪仕戎           | 保安司令部副總司令，與靳上將熟稔               |
| 郭耀仁 | 馬桑             | 烏面的弟弟，在烏面過世後收養烏子               |
| 周健瑜 | 農夫             |                                                |

## 電視劇歌曲
| 曲別   | 歌名                     | 演唱者             | 作詞                      | 作曲                      | 客語改編詞 |
| 主題曲 | 查有此人                 | 魏如萱             | 葛大為                    | 陳建騏                    | 饒瑞軍     |
| 插曲   | You're Breaking My Heart | 王若琳             | PAT GENASO / SUNNY SKYLAR | PAT GENASO / SUNNY SKYLAR | 饒瑞軍     |
| 插曲   | 金金gimgim               | 春麵樂隊 ChuNoodle | 賴予喬 Yu-Chiao Lai       | 賴予喬 Yu-Chiao Lai       |            |
| 插曲   | 詩的第一行               | 彭佳慧             | 羅文裕                    | 羅文裕、柯智豪            |            |

## 公視收視率
| 集數       | 首播日期       | 收視率 | 備註   |
| 1          | 2021年11月13日 | 1.05   |        |
| 2          | 2021年11月13日 | 1.01   | [ 9 ]  |
| 3          | 2021年11月20日 | 1.50   |        |
| 4          | 2021年11月20日 | 1.68   | [ 10 ] |
| 5          | 2021年11月27日 | 1.44   |        |
| 6          | 2021年11月27日 | 1.50   | [ 11 ] |
| 7          | 2021年12月4日  | 1.60   |        |
| 8          | 2021年12月4日  | 1.63   | [ 12 ] |
| 9          | 2021年12月11日 | 1.58   |        |
| 10         | 2021年12月11日 | 1.75   | [ 13 ] |
| 11         | 2021年12月18日 | 1.39   |        |
| 12         | 2021年12月18日 | 1.68   | 最終回 |
| 平均收視率 | 平均收視率     | 1.48   |        |

## 獎項紀錄
| 年度   | 獎項           | 類別                   | 入圍者                                                 | 結果 |
| 2022年 | 2022紐約電視節 | 娛樂節目-戲劇類        | 《茶金》                                               | 提名 |
| 2022年 | 第33屆金曲獎   | 最佳作詞人獎           | 葛大為〈查有此人〉                                     | 提名 |
| 2022年 | 第31屆4A創意獎 | 最佳平面系列廣告獎     | 《茶金》                                               | 提名 |
| 2022年 | 第31屆4A創意獎 | 最佳平面廣告文案獎     | 《茶金》                                               | 提名 |
| 2022年 | 第31屆4A創意獎 | 最佳整合行銷溝通創意獎 | 《茶金》                                               | 佳作 |
| 2022年 | 第31屆4A創意獎 | 最佳數位視覺設計獎     | 《茶金》                                               | 佳作 |
| 2022年 | 第31屆4A創意獎 | 最佳海報獎             | 《茶金》                                               | 佳作 |
| 2022年 | 第57屆金鐘獎   | 戲劇節目獎             | 《茶金》                                               | 提名 |
| 2022年 | 第57屆金鐘獎   | 戲劇節目導演獎         | 林君陽                                                 | 提名 |
| 2022年 | 第57屆金鐘獎   | 戲劇節目編劇獎         | JULIANA【徐彥萍】、黃國華                              | 提名 |
| 2022年 | 第57屆金鐘獎   | 戲劇節目男主角獎       | 郭子乾                                                 | 提名 |
| 2022年 | 第57屆金鐘獎   | 戲劇節目男主角獎       | 温昇豪                                                 | 提名 |
| 2022年 | 第57屆金鐘獎   | 戲劇節目男配角獎       | 薛仕凌                                                 | 提名 |
| 2022年 | 第57屆金鐘獎   | 戲劇節目女配角獎       | 李杏                                                   | 獲獎 |
| 2022年 | 第57屆金鐘獎   | 戲劇類節目攝影獎       | 簡佑陶                                                 | 提名 |
| 2022年 | 第57屆金鐘獎   | 戲劇類節目剪輯獎       | 林姿嫺                                                 | 獲獎 |
| 2022年 | 第57屆金鐘獎   | 戲劇類節目燈光獎       | 李志生、簡佑陶、馮鈞稜                                 | 提名 |
| 2022年 | 第57屆金鐘獎   | 戲劇類節目美術設計獎   | 賴勇坤、尤稚儀                                         | 提名 |
| 2022年 | 第57屆金鐘獎   | 戲劇類節目造型設計獎   | 姚君、杜美玲、Landy Lee【李欣儒】                      | 提名 |
| 2022年 | 第57屆金鐘獎   | 戲劇類節目視覺特效獎   | 林奇鋒、拔辣【林妍伶】、盧冠松、傅琬婷、凃維廷、陳銘澤 | 提名 |
| 2022年 | 第57屆金鐘獎   | 戲劇配樂獎             | 柯智豪                                                 | 提名 |
| 2022年 | 第57屆金鐘獎   | 主題歌曲獎             | 魏如萱、陳建騏、葛大為、饒瑞軍〈查有此人〉(客語版)     | 提名 |
| 2022年 | 第57屆金鐘獎   | 戲劇類節目創新獎       | 《茶金》                                               | 提名 |
| 2022年 | 第57屆金鐘獎   | 最具人氣戲劇節目獎     | 《茶金》                                               | 提名 |

## 拍攝場景
- 張福吉茶廠及茶園：花蓮文化創意產業園區[15]、南投縣魚池日月老茶廠、桃園市大溪老茶廠、花蓮縣瑞穗舞鶴茶園
- 張福吉住家：新竹縣北埔姜阿新洋樓、屏東縣佳冬蕭家古厝
- 劉坤凱辦公處：彰化縣央廣鹿港分臺
- 其他：花蓮縣富里瑞舞丹大戲院、台北市臺灣大學法學院及社科院舊址、新北市淡水紅毛城、台北市大稻埕、宜蘭縣五結二結農會穀倉、台北市殷海光故居、新竹縣關西鎮天主堂[6]

## 爭議

### 「四萬換一塊」歷史背景
劇中播出「四萬換一塊」劇情與小說版不同，在網路上引發爭議。小說版為國民黨將台幣4萬元換為新台幣1元，遭美國反對；劇中為美國建議國民黨將台幣4萬元換為新台幣1元，部分網友質疑不符合歷史事實。

劇集播畢後，製作單位於12/21發表聲明，此段劇情確實有引用文獻：《保衛大台灣的美援》，並非憑空杜撰或竄改。

劇本引用文獻出處如下：

（１）「四萬塊舊台幣換一塊新台幣」是國府施行的決策，在這之前，國府也在大陸發行過法幣及金圓券，但都以失敗告終。1949/6/27 美國經濟合作署（ECA）分署代署長葛理芬給其上司美國經濟合作總署署長赫夫曼的「台灣情勢」報告指出：「台灣經濟繼續惡化……但僅在3禮拜前，財政廳長嚴家淦肯定的告訴我，目前的貨幣達到某種穩定情況，不推出貨幣改革….. 7天後被迫放棄那種想法，軍隊數量增加，日用品短缺，幾乎是上海淪陷的翻版。」（《保衛大台灣的美援》117頁。）從此份報告看出，國府的態度反覆。

（２）1949年台灣貨幣持續貶值下探，1949/4/6美大使館參事莫成德向國務卿艾奇遜提出陳誠留任的評估報告指出：「 ECA將與農復會共同協助台灣發展自給自足的經濟方案……以幫助台灣銀行實施控制通貨膨脹的貨幣政策。」（《保衛大台灣的美援》39~40頁）1949/6/23，美援聯會開會，全體支持新幣匯率，會議係下午3時在ECA分署大廈舉行，有嚴家淦，楊家瑜，楊德恩，徐慶鐘，柯瑞格，懷特經理塔爾林（Henry J. Tarring），亦可知華府與國府對抑制通膨的磋商辯證確實存在。
劇中提到美國政府在1950年初終止了對台灣經濟援助，但也有學者指出，1950年韓戰之前，美國並沒有完全終止對台灣經濟的支持。或者更準確地說，美國政府在1949年8月5日公開發表《對華政策白皮書》，指出國民政府在內戰的失敗完全應該由國民黨負責，華府因此停止對國軍軍事的援助，史稱「靜待塵埃落定」政策，同時寄望中共採取近似南斯拉夫共產黨的立場，疏遠和莫斯科的關係，換取美國的承認。此政策在美國引起「誰失去中國」以及是否鼓動國軍部分將領陳誠、孫立人等倒蔣的巨大爭論。但在東京領導盟國佔領軍的麥克阿瑟與退休海軍上將柯克（Charles M. Cooke）則主張支持遷台的國民黨政府。直到韓戰爆發，美軍進駐台灣海峽，包括中華民國在內的聯合國安理會決議出兵朝鮮半島，美國官方才確認支持台北、抵制北京新政權的立場。

## 外部連結
- 茶金－華視
- 《茶金》空間美學特展｜查有此間－ARTOGO
- 茶金 Gold Leaf 公視戲劇的Facebook專頁
- YouTube上的茶金頻道
- 在Netflix上觀看《茶金》

| 臺灣 公視主頻 每週六 21:00 - 23:00          | 臺灣 公視主頻 每週六 21:00 - 23:00            | 臺灣 公視主頻 每週六 21:00 - 23:00 |
| ------------------------------------------- | --------------------------------------------- | ---------------------------------- |
|                                             | 茶金 （2021年11月13日－2021年12月18日）       |                                    |
| 四樓的天堂 （2021年10月9日－2021年11月6日） | 國際橋牌社2 （2021年12月25日－2022年1月22日） |                                    |